# Opstandingskathedraal (Brest)
De Kathedraal van de Heilige Opstanding (Wit-Russisch: Васкрасенскі сабор) is een orthodoxe kathedraal in de Wit-Russische stad Brest.
De kathedraal werd in 1995 gebouwd ter gelegenheid van het 50-jarig jubileum van de overwinning op het Derde Rijk op initiatief van deken Evgeni Parfenjoek. De kathedraal is het grootste religieuze bouwwerk van de stad en een van de grootste in het land. De bovenkerk werd gewijd aan de Verrijzenis van de Heer, de benedenkerk aan de Moeder Gods van Kazan. De vijf koepels van de kerk symboliseren Christus en de vier evangelisten. De vrijstaande toren staat naast de kerk als een eeuwige, niet te doven kaars als een dankbaar gedenkteken van het nageslacht aan de soldaten die in de jaren 1941-1945 het leven lieten. De kerk biedt plaats aan 5.000 gelovigen.
De inwijding van de kerk vond plaats op 24 juni 2001 door Aleksi II, patriarch van Moskou en heel Rusland.
Een volgende fase is de vervanging van de bedekking van het dak en de koepels door hoogwaardig materiaal, waarbij de koepels op de tamboeren goudkleurig worden.